# El Vilar (el Brull)
El Vilar és una masia del Brull (Osona) protegida com a Bé Cultural d'Interès Local.

## Descripció
Masia de grans proporcions, de planta quadrada, amb planta baixa, pis i golfes. Té la façana principal al sud, precedida d'una era enllosada. La teulada és de teula àrab a dues vessants i l'aparell constructiu és de pedra. Destaca el portal d'arc de mig punt de la porta d'entrada amb la clau de l'arc decorada. El seu interior ha estat modificat i adaptat a les necessitats d'escola amb la construcció d'aules, dormitoris i menjador. El seu estat de conservació és òptim d'ençà de la restauració. Cal destacar el rellotge de sol de la façana principal, possiblement reaprofitat, així com les finestres del primer pis, la pedra de les quals és diferent de la resta.

## Història
Situat al límit mateix del terme municipal del Brull, al sector de la Castanya, l'antiga masia del Vilar ha estat restaurada per la Diputació de Barcelona per esdevenir escola de la Natura als peus del Montseny. Es tenen notícies al segle xviii, tot i que dataria de l'Edat Mitjana. Actualment es troba en una estat de conservació òptim degut a la seva funció. En cas de no haver estat reconvertida, aquesta masia ja estaria en ruïnes. La restauració ha afectat també el seu entorn, amb l'enllosat de l'era i la construcció d'un mur de contenció de terres a la part sud.